# José Fernando Escobar
José Fernando Escobar (Manizales, 20 de diciembre de 1954-3 de enero de 2004), más conocido como Chepe Escobar, fue un matemático colombiano. 

## Biografía
Nacido en Manizales el 20 de diciembre de 1954, estudió Matemáticas en la Universidad del Valle, Colombia, y gracias a una beca ofrecida por el Instituto de Matemática Pura y Aplicada - IMPA obtuvo su grado de Maestría en Río de Janeiro, Brasil, donde compartió escenario con importantes matemáticos latinoamericanos que influenciaron su carrera y estudió en los Estados Unidos donde obtuvo su PhD en Universidad de California, Berkeley en 1986. Fue profesor en destacadas universidades y centros académicos en Estados Unidos y Europa. En 1994 se unió al Departamento de Matemáticas de Universidad de Cornell donde graduó muchos estudiantes, especialmente latinoamericanos. Estando en sabático en la Universidad del Valle, José Fernando falleció el 3 de enero de 2004 después de una larga enfermedad.
Se entregan becas en el programa académico de matemáticas por el Fondo de Becas Fundación Universidad del Valle "Chepe Escobar", que tiene como objetivo honrar la memoria del profesor José Fernando Escobar. Por medio de ésta beca se proyecta incentivar en los jóvenes la excelencia académica y el estudio de las matemáticas. El Fondo fue constituido en el 2006, inicialmente por una donación realizada por la familia del profesor.